# Ming Xi
Ming Xi (Shanghái; 8 de marzo de 1989), también conocida como Xi Mengyao, es una modelo china. Su carrera profesional comenzó en 2009 después de que asistiera a un concurso. Su carrera internacional despegó en 2011 después de desfilar para Givenchy. Ese mismo año, Ming Xi modeló para Givenchy en su colección ready-to-wear y figuró como rostro de la marca a finales de ese año. Ming Xi también modeló en los Victoria's Secret Fashion Show de 2013, 2014, 2015, 2016, 2017 y 2018. Fue nombrada una supermodelo altamente demandada.

## Vida personal
Se comprometió con Mario Ho Yau-kwan, el hijo del empresario Stanley Ho, en mayo de 2019. Se casaron en julio de ese mismo año. El 24 de octubre de 2019 la pareja anunció que le habían dado la bienvenida a su primer hijo, Ronaldo Ho Kwon-sun (何广燊). En mayo de 2021 la pareja anunció que estaban esperando a su segundo bebé.

## Carrera
En 2007, Xi se graduó de la Universidad de Donghua en diseño y actuación. Un año más tarde, compitió en un concurso en Dragon Television llamado “Go! Oriental Angels”. Esta fue su primera aparición en el ojo público.
Dos años después de haberse graduado, Ming Xi participó en el concurso Elite Model Look. Se quedó con el tercer puesto. Poco después del concurso, le fue ofrecido un contrato con Givenchy. Más tarde, Ming desfiló y modeló para la marca. Ming comenzó a ganar más popularidad a raíz de su colaboración con Givenchy. Ese mismo año, apareció en el catálogo de Givenchy siendo fotografiada por Mert Alas y Marcus Piggott. Ming Xi figuró en la New York Fashion Week con otras tres modelos chinas: Shu Pei, Fei Fei Sun, y Liu Wen.
Ming Xi modeló para Victoria's Secret Fashion Show en 2013, 2014, 2015, 2016, 2017 y 2018.
Para el año 2018 Ming se convirtió en portavoz de la marca en China junto con Sui He. 
En 2014, Michael Kors invitó a Ming a modelar para Michael Kors Shanghai Extravaganza. Ming también participó en la alfombra roja de la Met Gala con Michael Kors. 
En 2015, Olivier Rousteing, director creativo de Balmain, invitó a Ming Xi a modelar para Balmain 2015 Otoño.
Karl Lagerfeld seleccionó a Ming para protagonizar una campaña de su marca. 
En 2017, ganó atención por parte de la prensa al ser la primera modelo en el Victoria's Secret Fashion Show en caer mientras desfilaba.
El 18 de febrero de 2017 apareció como invitada en el programa Happy Camp donde participó junto a X-NINE, Dilraba Dilmurat, Yu Menglong, Wei Daxun, Peter Sheng y Yang Di.

## Filmografía

### Apariciones en programas de variedades
| Año        | Programa        | Notas                      |
| ---------- | --------------- | -------------------------- |
| 2017, 2018 | Happy Camp      | invitada                   |
| 2017       | Give Me Five S1 | (ep. #4, 6, 12) - invitada |
| 2016       | Day Day Up      | invitada                   |